# Гіркокаштан жовтий
Гіркокашта́н жо́втий (Aesculus flava) — отруйна багаторічна рослина родини сапіндових. Цінна декоративна культура.

## Опис
Могутнє листопадне дерево заввишки 20-47 м. Стовбур прямий, у дорослих дерев його діаметр може сягати 1,5 м. Кора молодих дерев коричнева, гола, згодом стає сірою, вкривається тріщинами. Листки яскраво- або темно-зелені, 10-25 см завдовжки, пальчасті, зазвичай складені з 5 листочків (рідше — з 7). Кожен листочок еліптичної форми, загострений, з дрібнозубчастим краєм. Черешки та жилки з нижнього боку запушені. Восени листя буріє або набуває привабливого жовто-помаранчевого кольору.
Суцвіття — волоть 10-15 см завдовжки. Квітки жовті або жовто-зелені, 2-3 см завдовжки. Чашечка квітки 7-10 мм завдовжки, дзвоникувата. Чашолистків п'ять, вони заокруглені. Оцвітина складається з 4 пелюсток, їх довжина коливається від 16 до 30 мм. Тичинки (7-8 штук) коротші за пелюстки. Пиляки голі, на кінчику залозисті. Плоди — кулясті коробочки, вкриті ззовні м'якою, гладкою шкірочкою світло-коричневого кольору, ззовні фрмою нагадують груші. Всередині вони містять 1-3 (рідше 4-6) насінин, схожих на горіхи. Насіння отруйне, проте після спеціальної обробки придатне для вживання в їжу.

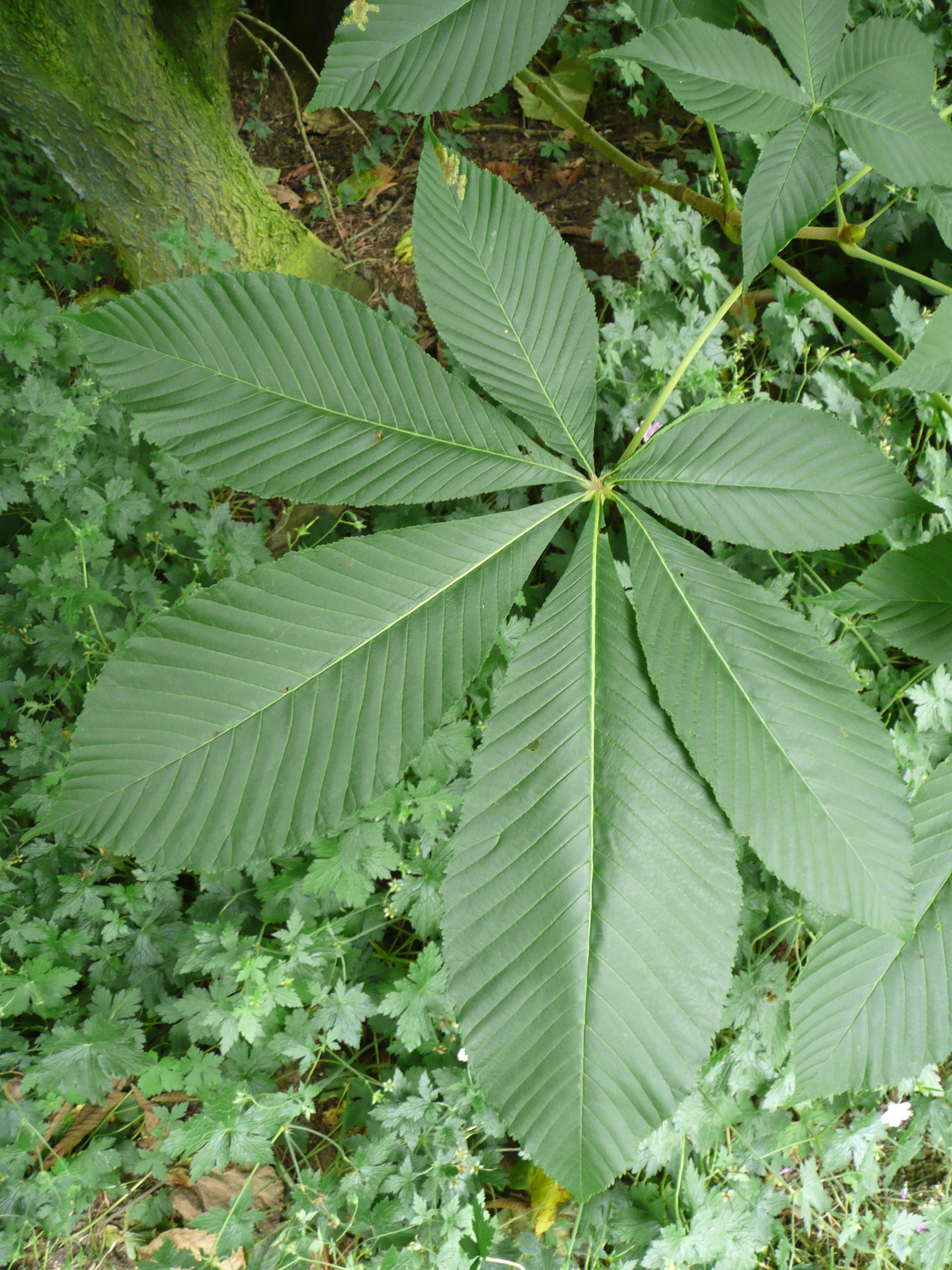
Листок
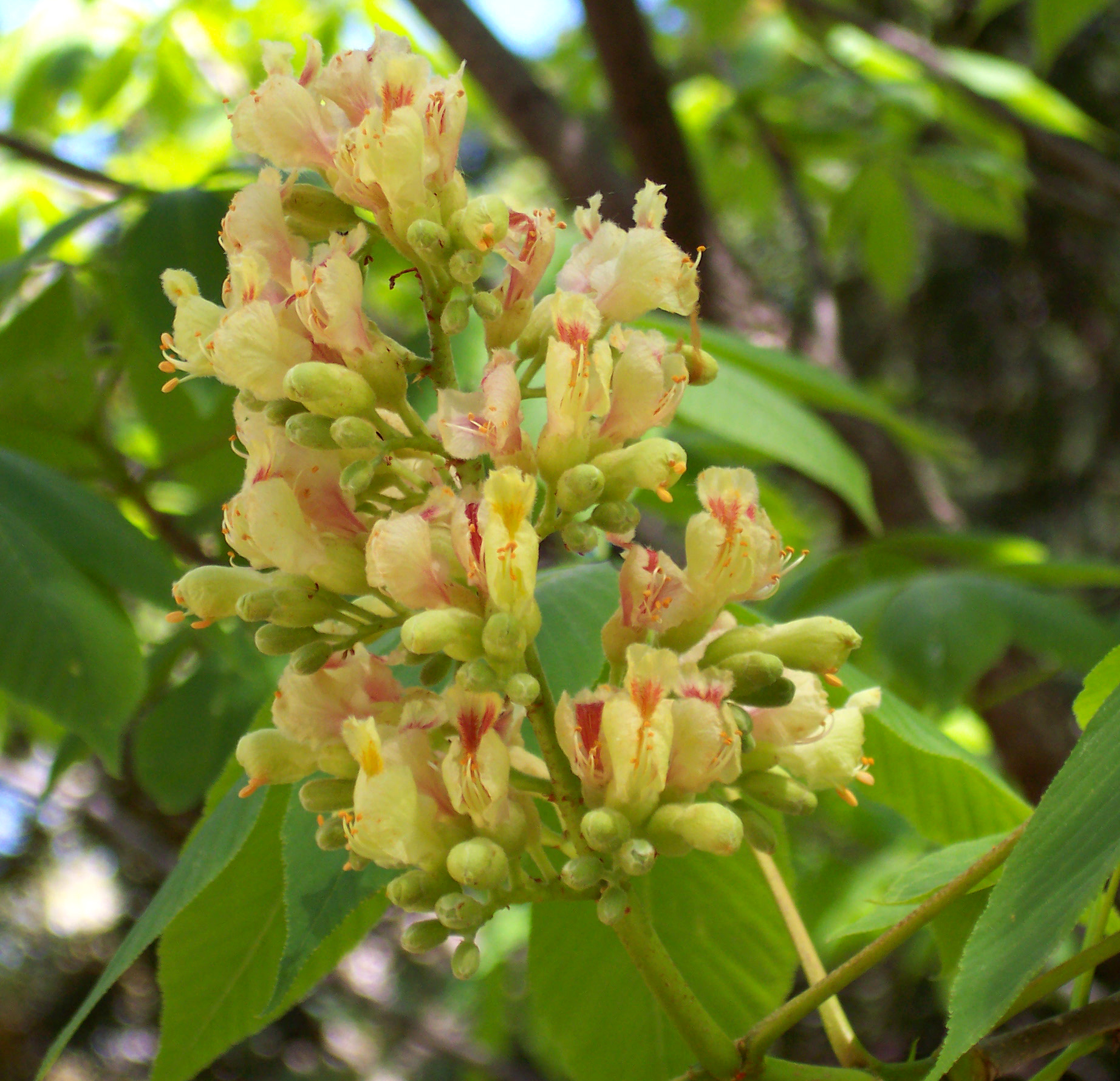
Суцвіття
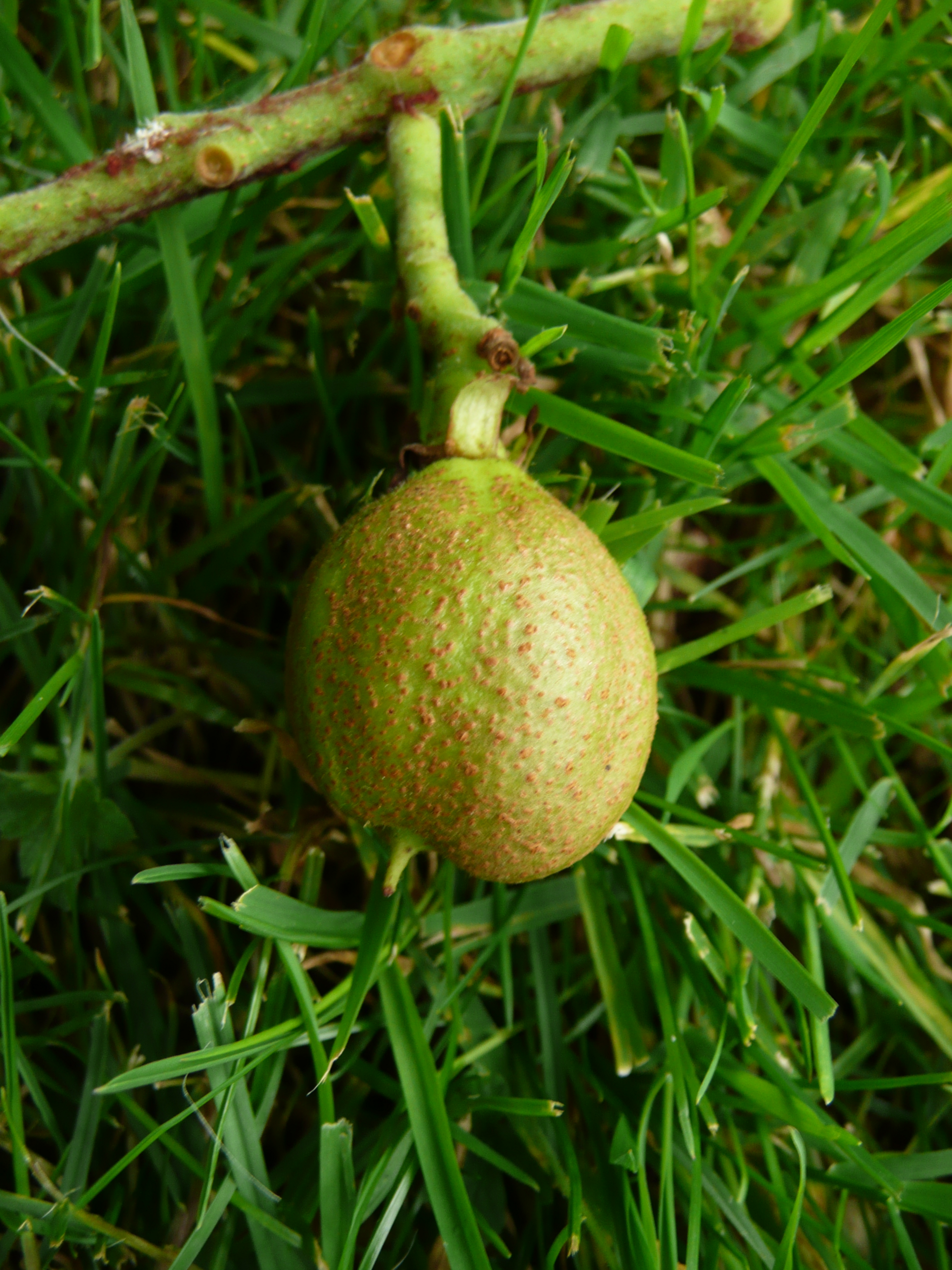
Плід

## Екологія та поширення
Це дерево зростає у мезофітних широколистяних лісах, часто утворює угруповання з липою різнолистою, цукровим кленом та тюльпановим деревом. Квітне у травні-червні.
Гіркокаштан жовтий родом зі сходу США, зростає у штатах Вірджинія, Пенсільванія, Огайо, Іллінойс, Алабама, Джорджія, Кентуккі. Його ареал охоплює гори Аппалачі та долину річки Огайо, де він віддаляється від річища на відстань понад 1 км.

## Застосування
Завдяки привабливим жовтим квіткам і яскравому осінньому листю цей вид вирощують як декоративну рослину. Висаджують жовті гіркокаштани у великих садах та парках. У межах США вони доволі поширені, в Європі трапляються переважно у ботанічних садах.
На батьківщині цієї рослини її деревину використовують для виготовлення меблів, тари, інструментів.